# Liste der Kulturgüter in Madulain
Die Liste der Kulturgüter in Madulain enthält alle Objekte in der Gemeinde Madulain im Kanton Graubünden, die gemäss der Haager Konvention zum Schutz von Kulturgut bei bewaffneten Konflikten, dem Bundesgesetz vom 20. Juni 2014 über den Schutz der Kulturgüter bei bewaffneten Konflikten sowie der Verordnung vom 29. Oktober 2014 über den Schutz der Kulturgüter bei bewaffneten Konflikten unter Schutz stehen.
Objekte der Kategorie A sind im Gemeindegebiet nicht ausgewiesen, Objekte der Kategorie B sind vollständig in der Liste enthalten, Objekte der Kategorie C fehlen zurzeit (Stand: 13. Oktober 2021).

## Kulturgüter
| Foto |                                                                             | Objekt                                                                                     | Kat. | Typ | Standort                            | Beschreibung |
| ---- | --------------------------------------------------------------------------- | ------------------------------------------------------------------------------------------ | ---- | --- | ----------------------------------- | ------------ |
| ja   | Datei hochladen · Wikidata zu Burg Guardaval (Q1012107)                     | Guardaval, mittelalterliche Burgruine / Guardaval, ruina dal chastè medieval KGS-Nr.: 3082 | B    | F   | 791170 / 162400                     |              |
| ja   | Datei hochladen · Wikidata zu Reformierte Kirche Madulain (Q2136951)        | Reformierte Kirche / Baselgia refurmeda KGS-Nr.: 10750                                     | B    | G   | Via Som Vih 9 791434 / 162403       |              |
| BW   | Datei hochladen · Wikidata zu Haus Surova mit Stall und Scheune (Q29784908) | Haus Surova mit Stall und Scheune / Chesa Surova cun stalla e tablà KGS-Nr.: 10751         | B    | G   | Via Principela 6, 7 791390 / 162400 |              |